# Desaparición de William Tyrrell
William Tyrrell (nacido el 26 de junio de 2011) es un niño australiano que desapareció a la edad de 3 años de Kendall, Nueva Gales del Sur, el 12 de septiembre de 2014. Estaba jugando en la casa de su abuela adoptiva con su hermana, y llevaba un traje de Spider-Man en el momento de su desaparición. Se cree que Tyrrell fue secuestrado. A pesar de las extensas investigaciones, hasta 2020, Tyrrell no ha sido encontrado, o su secuestrador(es) no ha sido identificado. El 12 de septiembre de 2016 se ofreció una recompensa de un millón de dólares australianos por la recuperación de Tyrrell, que no requiere la detención, acusación o condena de ninguna persona o personas.

## Desaparición
El 11 de septiembre de 2014, William Tyrrell, de tres años de edad, sus padres adoptivos y su hermana de cinco años viajaron cuatro horas desde Sídney para visitar a su abuela adoptiva en Kendall. La casa de su abuela en Benaroon Drive se encuentra directamente al otro lado de la carretera del bosque estatal de Kendall, a unos 35 kilómetros (22 millas) al sur de Port Macquarie. Entre las 10:00 y las 10:25 de la mañana del 12 de septiembre, Tyrrell y su hermana jugaban al escondite en los patios delantero y trasero, mientras su madre y su abuela estaban sentadas afuera observándolos. Su madre entró para preparar una taza de té; se preocupó después de no oírle durante cinco minutos y empezó a registrar el patio y la casa. Poco después, el padre de Tyrrell regresó después de haber ido a Lakewood por negocios y comenzó a buscar en la calle y en las casas de los vecinos llamando a su puerta. A las 10:56, su madre llamó a los servicios de emergencia para denunciar su desaparición y la policía llegó a las 11:06. El último recuerdo de su madre fue que Tyrrell imitaba el rugido de un tigre ("raaaarrrr") mientras corría hacia el lado de la casa, y luego ya no se escuchó nada y había desaparecido

## Investigación

### Búsqueda inicial
Cientos de policías, miembros de los Servicios Estatales de Emergencia, el Servicio de Bomberos Rural y miembros de la comunidad buscaron día y noche a Tyrrell. La policía especializada, incluido el escuadrón de delitos sexuales de Strike Force, intervino de inmediato. Motocicletas y helicópteros fueron traídos para buscar. Doscientos voluntarios buscaron durante la noche, cientos de personas peinaron el accidentado terreno de alrededor de la casa y los buzos de la policía buscaron en canales y presas. La policía registró varias casas en la finca que rodea Benaroon Drive. Los perros de búsqueda de la policía lograron detectar el aroma de Tyrrell, pero solo dentro de los límites del patio trasero. Se estableció la "Strike Force Rosann" con investigadores especialmente entrenados del Comando Estatal del Crimen que tienen experiencia en la desaparición inexplicable de niños pequeños. Apoyaron a la policía, a otros trabajadores de servicios de emergencia y a la gente que participó en la búsqueda. Después de cinco días, la policía declaró que no pudieron encontrar ninguna pista.

### Vehículos avistados
Más tarde, la policía comenzó las investigaciones para encontrar a los conductores de dos automóviles que fueron vistos estacionados en la calle sin salida cercana a la casa donde desapareció el niño en la mañana en que Tyrrell desapareció. Los automóviles, descritos como una camioneta blanca y un sedán gris de estilo antiguo, estaban estacionados entre dos entradas a un terreno privado de un acre de extensión. Fueron vistos con las ventanas del lado del conductor bajadas y eran desconocidos en el vecindario donde los lugareños se conocen todos. Estos coches habían sido vistos por la madre de Tyrrell y no se han vuelto a ver desde que desapareció. La policía considera a estos vehículos en particular con recelo, ya que no parecía haber una razón lógica para que estuviesen estacionados en la calle antes de la desaparición de William. Según se informa, a las 9:00 de la mañana, un automóvil sedán verde o gris pasó junto a la casa de Tyrrell mientras Tyrrell y su hermana montaban en bicicleta en el camino de entrada. El automóvil se fue hacia la calle sin salida, giró en U en la entrada del vecindario y salió de la calle. En segundo lugar, otro vehículo  fue visto circulando fuera de Benaroon Drive aproximadamente a las 10:30, cerca del momento en que desapareció el niño. Más tarde se vio al mismo vehículo bajando por otra calle de Kendall. La policía dijo que sabían de estos autos desde que comenzaron la investigación. Sin embargo, como parte de la estrategia de investigación, la información sobre estos vehículos no se divulgó al público hasta 12 meses después de la desaparición de Tyrrell.

### Sospecha de una red de pedofilia
La policía eximió a la familia de Tyrrell de toda implicación en la desaparición y creía que el niño había sido secuestrado por un extraño oportunista que podía tener conexión con una red de pedofilia. La policía también creía que el niño podía estar vivo en manos de un grupo de personas sospechosas de actividades pedófilas, pero actualmente no se cree que el secuestrador sea miembro de una red de pedofilia. La policía ha investigado a docenas de personas, entre ellas varios pedófilos. En un informe de Current Affair se afirmaba que unos 20 delincuentes sexuales registrados vivían en los alrededores de Kendall, donde Tyrrell desapareció
Dos personas de interés en el caso, ambas condenadas por delitos sexuales contra niños, pudieron haberse reunido el día que Tyrrell desapareció. La familia de un pedófilo, que tenía 90 condenas, entre ellas una de agresión indecente agravada a un menor, dijo que iba a visitar a otro delincuente sexual de menores ese día y volvió a casa borracho esa tarde. Pero le dijo a la policía que pasó ese día en el monte recogiendo chatarra. Se informó de que ambos hombres vivían en la zona de Kendall y que habían conducido vehículos que coincidían con la descripción del sedán gris y la camioneta blanca que se habían visto cerca de la casa de los Tyrrell alrededor del momento de su desaparición. También habían sido miembros de una organización llamada GAPA (Grandparents As Parents Again) y eran amigos. Ambos fueron interrogados por la policía y negaron categóricamente ser amigos o estar involucrados en la desaparición.
Otro hombre que reparó una lavadora en la casa de Tyrrell se enfrenta a cargos antiguos [necesita actualizarse] no relacionados con el sexo infantil en Victoria y debía comparecer ante el tribunal el 4 de julio de 2016. La policía había acusado al hombre de múltiples delitos sexuales con niños, incluidos varios cargos de atentado al pudor y de relaciones sexuales con niños entre 1983 y 1985 en Victoria. El hombre publicó un vídeo en línea en septiembre de 2015 en el que negaba toda participación en la desaparición de Tyrrell y que había estado en la casa de Tyrrell los días 9 y 18 de septiembre, pero que no había pasado por esa calle el día 12 de septiembre, el día en que Tyrrell desapareció.

### Avistamientos reportados
El equipo de investigación recibió más de 1.000 sospechas de avistamientosse en los dos años posteriores a la desaparición de Tyrrell. Incluida una foto tomada a un hombre, y a un niño de Queensland, que tenía un sorprendente parecido con Tyrrell. Sin embargo, 24 horas más tarde, la policía recibió otra llamada para confirmar que el niño no era él. A principios de 2015, dos pasajeros y un miembro de la tripulación del vuelo a Nueva Zelanda creyeron ver a Tyrrell en su avión. La policía fue al avión en el aeropuerto y pronto descubrió que no era él. La policía encontró otra foto que mostraba a un joven y una mujer en un restaurante de McDonald's en Queensland Central. El chico se parecía a Tyrrell, y la mujer que estaba con el chico se parecía a su abuela. La policía confirmó más tarde que la madre y el niño no eran ellos.

### Acontecimientos posteriores

#### Strike Force Rosann
El 16 de septiembre de 2014, se estableció la Strike Force Rosann para investigar la desaparición de Tyrrell. Está compuesta por  detectives y analistas que trabajan a tiempo completo para resolver el caso. El equipo también tiene la misión de examinar cientos de informaciones enviadas por la gente. La intensificación de la investigación se produce después de una petición personal de los padres de Tyrrell a los miembros del Parlamento Estatal, al Viceprimer Ministro y al Ministro de Justicia, en un acto privado a finales de 2015. El portavoz de la familia dijo que "Sólo quieren reforzar la creencia de la policía de que podría seguir vivo y sólo están pidiendo a la gente que no se rinda". La investigación es ahora la más grande del estado, involucrando a docenas de analistas, investigadores y dos líneas de investigación, Rosann, dirigida por el Escuadrón de Homicidios, y Rosann Dos, que provee asistencia de los Escuadrones de Asalto Armado, Crímenes Sexuales y Fraude.

#### Recompensa de un millón de dólares
El 12 de septiembre de 2016, el segundo aniversario de la desaparición de Tyrrell, el gobierno de Nueva Gales del Sur anunció una recompensa de  1 millón de dólares por información sobre su paradero. La policía dice que la recompensa normalmente se pagará como condicional al arresto y condena del delincuente, pero la recuperación de Tyrrell se había añadido como condición a esta recompensa. Es la mayor recompensa ofrecida para encontrar a una persona desaparecida en la historia de Nueva Gales del Sur y el doble de la recompensa más alta del estado, de 500.000 dólares, en el caso de 1999 de la adolescente asesinada Michelle Bright.

#### Datos del caso
El caso ha dado lugar a un número récord de más de 2.800 llamadas sólo a la policía de NSW  desde que Tyrrell desapareció. La policía ha entrevistado a más de 1.000 personas en relación con el caso. Ha habido 11.000 documentos creados por la policía. La búsqueda se ha hecho global hasta Europa y los EE. UU. La Policía Federal Australiana ha pedido a los sitios web de la policía de hasta 26 países que publiquen un llamamiento para obtener información sobre el caso. La policía ha identificado a 690 personas de interés para su investigación y ha llamado a otras brigadas especializadas dentro del Comando Estatal contra el Delito para investigar a muchas de estas personas como objetivos de baja prioridad, de modo que el resto están siendo interrogados por "Strike Force Rosann". The Australian  informó de que es posible que los detectives ya hayan entrevistado a la persona o personas involucradas.

#### Búsqueda en 2018
El 12 de junio de 2018, la policía anunció que emprendería una "búsqueda forense a gran escala" en los matorrales de alrededor de Kendall, que durará de tres a cuatro semanas y estará a cargo de expertos en búsqueda del cuerpo de Orden Público y del Escuadrón Antidisturbios .

## Padres, asuntos legales y crítica
Tyrrell estaba en una casa de acogida en el momento de su desaparición, lo que impidió que sus padres fueran dados a conocer por razones legales. Los motivos legales vinculados a la legislación impidieron que fueran identificados públicamente o que se celebraran conferencias de prensa con el fin de dar a conocer públicamente la desaparición de su hijo. El 24 de agosto de 2017, el Tribunal Supremo de Apelación de Nueva Gales del Sur dictaminó que la condición de Tyrrell como hijo de acogida y el hecho de que desapareciera mientras estaba bajo la tutela del Estado con padres de acogida era "una cuestión de interés público legítimo". Anteriormente se había permitido a sus padres hablar durante una entrevista en el programa de televisión 60 Minutos con la condición de que no mostraran sus rostros. El padre del adolescente asesinado Daniel Morcombe había criticado la negativa del gobierno de Nueva Gales del Sur a permitir que los padres de Tyrrell hablaran públicamente sobre la desaparición de su hijo, ya que era vital para ayudar a generar información que luego fue seguida por la policía. También temían que la decisión pudiera haber obstaculizado la investigación policial durante las cruciales semanas posteriores a la desaparición de Tyrrell. Sin embargo, el gobierno de Nueva Gales del Sur emitió una declaración en la que afirmaba que su "prioridad fundamental es actuar siempre en interés de la seguridad y el bienestar de los niños y no poner en peligro en modo alguno las investigaciones policiales en curso".

## Estado actual
A pesar de las diversas búsquedas de la policía y de las pruebas forenses que no lograron encontrar ningún rastro de Tyrrell ni pistas sobre su desaparición, la policía aún no ha llegado a ninguna conclusión sobre lo que realmente le sucedió. El inspector Jefe Gary Jubelin comentó que la investigación de la desaparición de Tyrrell sigue siendo una prioridad para la policía de Nueva Gales del Sur y dijo que los investigadores tratarían el caso como si el niño estuviera vivo, hasta que tuvieran pruebas que demostraran lo contrario. El 20 de febrero de 2016, un portavoz de la policía dijo que la investigación en curso era una de las mayores investigaciones que se estaban llevando a cabo por homicidio y que no habían perdido la esperanza de encontrar a Tyrrell con vida.